# Cynara
- Commons
- Wikispecies

Cynara (vernacular, cínara) é um género da família Asteraceae que contém aproximadamente 10 espécies, originalmente procedentes do Mediterrâneo, noroeste de África e Ilhas Canárias. São plantas perenes.

## Princípios Activos
Contém cinarina além de hidrocolerético e hipocolesterolemiante. Diminui o quociente beta/alfa das lipoproteínas.

## Espécies
- Cynara alba
- Cynara algarbiensis
- Cynara auranitica
- Cynara baetica
- Cynara cardunculus var. sylvestris - Silvestre.
- Cynara cardunculus ssp. cardunculus - Cynara cardunculus (Cardo) - Cultivado.
- Cynara cardunculus ssp. scolymus - Cynara scolymus (Alcachofra) - Cultivado.
- Cynara cornigera
- Cynara cyrenaica
- Cynara humilis
- Cynara hystrix
- Cynara syriaca

## Classificação do género
| Sistema | Classificação                               | Referência               |
| ------- | ------------------------------------------- | ------------------------ |
| Linné   | Classe Syngenesia, ordem Polygamia aequalis | Species plantarum (1753) |